# Crotalaria senegalensis
Crotalaria senegalensis är en ärtväxtart som först beskrevs av Christiaan Hendrik Persoon, och fick sitt nu gällande namn av Dc.. Crotalaria senegalensis ingår i släktet sunnhampor, och familjen ärtväxter. Inga underarter finns listade i Catalogue of Life.